# Achmed Alibekow
Achmed Arsłanalijowycz Alibekow, ukr. Ахмед Арсланалійович Алібеков (ur. 29 maja 1998 w Zaporożu) – ukraiński piłkarz pochodzenia dagestańskiego, grający na pozycji pomocnika.

## Kariera piłkarska

### Kariera klubowa
Wychowanek klubu Metałurh Zaporoże, barwy których bronił w juniorskich mistrzostwach Ukrainy (DJuFL). Na początku 2016 został piłkarzem Dynama Kijów. 22 lipca 2016 roku rozpoczął karierę piłkarską w drużynie młodzieżowej Dynamo Kijów U-21, a 10 marca 2018 debiutował w podstawowym składzie kijowskiego klubu. 24 lipca 2019 został wypożyczony do Slovana Liberec. 24 września 2020 został oddelegowany do FK Ufa. Po pół roku piłkarz wrócił do Dynama. 15 czerwca 2021 ponownie został wypożyczony, tym razem do Zorii Ługańsk.

### Kariera reprezentacyjna
W 2014 debiutował w juniorskiej reprezentacji Ukrainy U-17. W latach 2015–2017 występował w reprezentacji U-19. W 2020 bronił barw młodzieżówki.